# Bogdan Sölle
Bogdan Sölle (ur. 26 czerwca 1940 w Warszawie) – polski scenograf.

## Życiorys
Absolwent Wydziału Malarstwa i Grafiki u profesorów Emila Krchy i Jerzego Nowosielskiego. Specjalizacja – scenografia w pracowni profesora Andrzeja Stopki i Józefa Szajny – Akademia Sztuk Pięknych w Krakowie, dyplom magisterski 22 maja 1967.

## Wybrana filmografia

### Scenografia
- Non sono io (2002)
- Kariera Nikosia Dyzmy (2002)
- Triumf Pana Kleksa (2001)
- Syzyfowe prace (2000)
- Dzieje mistrza Twardowskiego (1995)
- Przypadek Pekosińskiego (1993)
- Czarne Słońca (1992)
- Skarga (1991)
- Żelazną ręką (1989)
- Alchemik (1988)
- Komediantka (1986)
- Przyłbice i kaptury (1985)
- Wierna rzeka (1983)
- Niech cię odleci mara (1982)
- Życie na gorąco (1978)
- Aktorzy prowincjonalni (1978)
- Przepraszam, czy tu biją? (1976)
- Ptaki, ptakom... (1976)